# Anonyx stappersi
Anonyx stappersi is een vlokreeftensoort uit de familie van de Uristidae. De wetenschappelijke naam van de soort is voor het eerst geldig gepubliceerd in 1989 door Steele.